# Papirus 103
Papirus 103 (według numeracji Gregory-Aland), oznaczany symbolem {\displaystyle {\mathfrak {P}}^{103}} – wczesny grecki rękopis Nowego Testamentu, spisany w formie kodeksu na papirusie. Paleograficznie datowany jest na II wiek. Zawiera fragmenty Ewangelii według Mateusza.

## Opis
Zachowały się tylko fragmenty jednej karty Ewangelii według Mateusza (14,3-5). Oryginalna karta miała rozmiary 11 na 16 cm. Tekst pisany jest w 20 linijkach na stronę, skryba sprawia wrażenie profesjonalnego.
Zdaniem Comforta mógł pochodzić z tego samego rękopisu co {\displaystyle {\mathfrak {P}}^{77}} (zawiera Mt 23,30-39). W chwili obecnej INTF klasyfikuje te fragmenty jako odrębne rękopisy.

## Tekst
Tekst grecki reprezentuje aleksandryjską tradycję tekstualną (proto-aleksandryjski).

## Historia
Rękopis znaleziony został w Egipcie, w Oksyrynchos. Na liście rękopisów znalezionych w Oksyrynchos fragment zarejestrowany został pod numerem 4403. Tekst opublikowany został przez J. David Thomas w 1997 roku. INTF umieścił go na liście rękopisów Nowego Testamentu, w grupie papirusów, dając mu numer 103.
Rękopis datowany jest przez INTF na II wiek. Comfort datuje na koniec II wieku.
Cytowany jest w krytycznych wydaniach Nowego Testamentu (NA27).
Obecnie przechowywany jest w bibliotece Sackler Library (Papyrology Rooms, P. Oxy. 4403) w Oksfordzie.